# Starship (gruppo musicale)
Gli Starship sono un gruppo rock statunitense formatosi nel 1984 a San Francisco (California) e derivato dai Jefferson Starship. La formazione originaria del gruppo era composta da Mickey Thomas, Grace Slick (la grande cantante del gruppo di rock psichedelico Jefferson Airplane), Donny Baldwin, Craig Chaquico e Pete Sears.
La band ottenne grande successo commerciale negli anni ottanta piazzando tre singoli al primo posto in classifica: We Built This City, Sara e Nothing's Gonna Stop Us Now.

## Storia
Nel 1984 Paul Kantner, l'ultimo membro fondatore rimasto dei Jefferson Airplane, abbandonò i Jefferson Starship. Ne seguì una battaglia legale in cui Kantner si aggiudicò la proprietà del nome "Jefferson Starship" a discapito dei suoi ex compagni di gruppo. Come conseguenza la band cambiò nome inizialmente in "Starship Jefferson", per poi adottare solo quello di "Starship". Poco tempo dopo abbandonò la band anche David Freiberg, lasciando così il gruppo composto dai cantanti Grace Slick e Mickey Thomas, dal chitarrista Craig Chaquico, dal bassista Pete Sears e dal batterista Donny Baldwin.
La nuova formazione decise di spostare le proprie coordinate musicali verso uno stile più tendente alla musica pop. Il primo album Knee Deep in the Hoopla (1985) si rivelò un enorme successo discografico, con due brani piazzati al primo posto della classifica statunitense: We Built This City e Sara. Il successo venne riconfermato dal secondo lavoro No Protection (1987) che conteneva un altro brano capace di raggiungere il primo posto in classifica, Nothing's Gonna Stop Us Now, inserito nella colonna sonora del film Mannequin. Nel 1988 Grace Slick abbandonò gli Starship per unirsi ai riformati Jefferson Airplane. Con il solo Mickey Thomas alla voce, il gruppo pubblicò un nuovo album Love Among the Cannibals (1989) che tuttavia ottenne meno successo rispetto ai due precedenti. Gli Starship decisero di sciogliersi ufficialmente nel 1990.

### Starship featuring Mickey Thomas

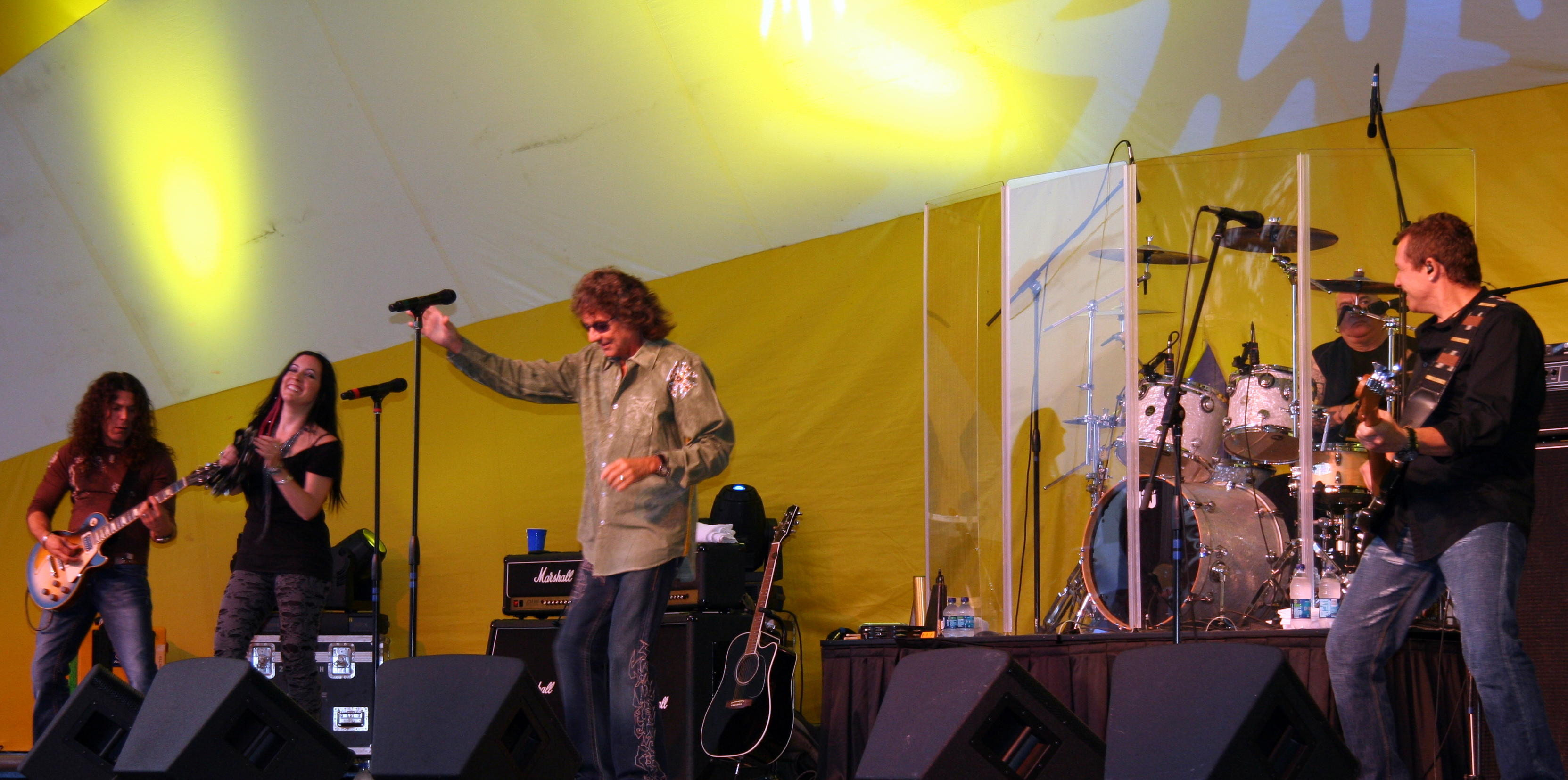
Gli Starship di Mickey Thomas nel 2010

Nel 1992 Mickey Thomas decise di rifondare il gruppo sotto l'appellativo "Mickey Thomas' Starship" con una formazione completamente rinnovata. Dopo diversi anni di silenzio, la band pubblicò un nuovo album intitolato Loveless Fascination nel 2013.

## Discografia

### Album in studio
- 1985 - Knee Deep in the Hoopla
- 1987 - No Protection
- 1989 - Love Among the Cannibals
- 2013 - Loveless Fascination

### Singoli
- 1985 - We Built This City
- 1985 - Sara
- 1986 - Tomorrow Doesn't Matter Tonight
- 1986 - Before I Go
- 1987 - Nothing's Gonna Stop Us Now
- 1987 - It's Not Over ('Til It's Over)
- 1987 - Beat Patrol
- 1988 - Set the Night to Music
- 1988 - Wild Again
- 1989 - It's Not Enough
- 1989 - I Didn't Mean to Stay All Night
- 1991 - Good Heart
- 2007 - Get Out Again
- 2013 - It's Not the Same as Love
- 2016 - My Woman

## Formazione

### Attuale
- Stephanie Calvert - voce
- Mickey Thomas -  chitarra
- Phil Bennet - tastiera
- Jeff Adams - basso
- Darrell Verdusco - batteria

### Ex membri
- Grace Slick, voce
- John Roth, chitarra
- Tony Rossi , Guitar